# Tetragnatha obscura
Tetragnatha obscura là một loài nhện trong họ Tetragnathidae.
Loài này thuộc chi Tetragnatha. Tetragnatha obscura được miêu tả năm 2002 bởi Gillespie.